# Randgestalten
Randgestalten ist eine österreichische Kriminalkomödie aus dem Jahr 2008. Die Produktion wurde nach einer 5-wöchigen Drehzeit beendet. Premiere war im Februar 2008. Der Film entstand nur durch die Eigeninitiative von Warnblinkerfilm, einer kleinen Hobbygruppe, die das Filmen für sich entdeckt hat. Durch ihre Professionalität fielen sie aber Josef Hader auf, der daraufhin seine Mithilfe anbot.
Der Film gilt als Österreichisches Kulturgut und wurde deshalb im Filmarchiv Austria archiviert.

## Produktion
Drehorte für den Film befanden sich im niederösterreichischen Ort Nöchling. Der Film wurde einzig durch die Eigeninitiative von Warnblinkerfilm hergestellt. Außerdem ist die österreichische Gruppe Attwenger für den Soundtrack verantwortlich.
Josef Hader spielte hier zum ersten Mal einen Fleischer. Er stand der jungen Filmtruppe mit Rat und Tat zur Seite und zeichnet für die Dramaturgische Beratung verantwortlich.

## Inhaltsangabe
Nachdem die Postbeamten Rudi und Fritz von der Schließung ihrer Post erfahren, besaufen sie sich in einem Wirtshaus und Rudi fängt prompt einen Streit mit dem Schwiegersohn des Fleischers an, der danach verschwindet.
Zwei Polizisten beginnen daraufhin die Ermittlungen in dem kleinen verschlafenen Dorf.
Intrigen und Mutmaßungen sind die Folge.
Eine Krimikomödie um die "Gerüchteküche" eines kleinen idyllischen Ortes beginnt darauf hin.